# 암매
암매(巖梅, Diapensia lapponica var. obovata)는 암매과에 딸린 상록의 작은 관목이다.

## 생태
줄기는 여러 개의 가지로 나뉘어 땅 위를 긴다. 잎은 주걱 모양으로 두껍고 윤이 나며 빽빽하게 달린다. 꽃은 마치 매화꽃과 같이 녹백색으로 작으며, 7월경이 되면 포엽이 있는 몇 개의 꽃줄기 끝에 1개의 꽃이 핀다. 꽃은 지름 15mm이고 백색 또는 연한  홍색이고 합판화이며 꽃잎은 4-5개로 갈라진다. 세계적으로 희귀한 종이다. 가장 작은 목본성 식물로서 한라산 상복부에 자란다. 학술적 가치가 높으므로 보호되어야 한다. 돌매화나무라고도 하는데 암매를 한글로 풀어쓴 말이다. 높이 5cm 정도까지 방석처럼 모여 자라며, 세상에서 가장 작은 나무로 알려져 있다.